# Man Seeking Woman
Man Seeking Woman – amerykański serial komediowy wyprodukowany przez Broadway Video oraz FX Productions, będący adaptacją książki The Last Girlfriend on Earth autorstwa Simona Riche, który stworzył serial. Emisja Man Seeking Woman rozpoczęła się 14 stycznia 2015 roku na kanale FXX.
5 kwietnia 2017 roku, stacja FXX ogłosiła zakończenie produkcji serialu po trzecim sezonie.

## Fabuła
Serial opowiada o Joshu Greenbergu, dwudziestolatku, który szuka prawdziwej miłości.

## Obsada
- Jay Baruchel jako Josh Greenberg[3]
- Eric André jako Mike[4]
- Britt Lower jako Liz[4]
- Maya Erskine jako Maggie[4]

## Role drugoplanowe
- Miles Fisher jako Graham

## Odcinki
| Sezon | Sezon | Odcinki | Oryginalna emisja | Oryginalna emisja | Oryginalna emisja | Oryginalna emisja | Oryginalna emisja |
| Sezon | Sezon | Odcinki | Premiera sezonu   | Finał sezonu      | Premiera sezonu   | Finał sezonu      |                   |
| ----- | ----- | ------- | ----------------- | ----------------- | ----------------- | ----------------- | ----------------- |
|       | 1     | 10      | 14 stycznia 2015  | 18 marca 2015     | nieemitowany      | nieemitowany      |                   |
|       | 2     | 10      | 6 stycznia 2016   | 9 marca 2016      | nieemitowany      | nieemitowany      |                   |
|       | 3     | 10      | 4 stycznia 2017   | 8 marca 2017      | nieemitowany      | nieemitowany      |                   |

## Produkcja
2 lipca 2014 roku, stacja FXX zamówiła pierwszy sezon 10 odcinkowego serial. FXX przedłużyła "Man Seeking Woman" o 2 sezon.
16 kwietnia 2016 roku, stacja FXX zamówiła 3 sezon.